# Красный цвет папоротника
«Красный цвет папоротника» (или «Переправа»; пол. Przeprawa) — советско-польский телевизионный фильм 1988 года режиссёра Виктора Турова. Телевизионный вариант художественного фильма «Переправа». Картина посвящена событиям 1944 года, связанным с освобождением Польши в ходе Второй мировой войны.

## Сюжет
Во Второй мировой войне наступил перелом. Советское войска наступают на западе, линия фронта приближается к Польше. Одновременно на польскую территорию проникают советские партизаны. Но здесь действуют свои силы сопротивления, причём не особо жалующие друг друга: Армия Людова (отряды, ориентирующиеся в борьбе с немцами на сотрудничество с Москвой) и Армия Крайова (отряды, сохранявшие верность польскому правительству в изгнании, в Лондоне). Герои картины долго и мучительно пытаются найти компромисс. Поляки очень хорошо помнят, как в сентябре 1939 года, выполняя тайные договорённости, в страну вторглись не только части Вермахта, но и РККА, причём, на той территории, которая была оккупирована Красной армией, немедленно начались репрессии и депортации. Кроме того, многие польские офицеры мечтают о настоящей независимости и не желают менять гитлеровскую оккупацию на сталинскую диктатуру.
Основная часть картины — это диалоги с выяснением отношений, припоминанием прошлых обид и пафосными речами. Присутствует любовная линия в интернациональном ключе.
Кульминация картины — начало немецкой операции по уничтожению партизанских отрядов в Яновских лесах. Советский командир (в исполнении Бориса Невзорова) настойчиво рекомендует полякам отступить. Но гордый майор Бжезина (Ежи Мольга), командир одного из отрядов Армии Крайовой, отвергает этот план. Он хочет со своими людьми дать отпор немцам и принимает неравный бой.

## В ролях
- Борис Невзоров — командир советского партизанского отряда Судаков
- Ежи Мольга[пол.] — майор отряда Армии Крайовой Бжезина
- Валентинас Масальскис — Гжегож Найден / «Сэнк», поручик польского Сопротивления
- Евгений Меньшов — Кароль
- Ингеборга Дапкунайте — Кама-Бася Залевская
- Ольга Лысенко — Елена Иосифовна
- Юрий Горобец — Егор Ефимович Фролов
- Богуш Билевский — Брузда
- Дарья Шпаликова — Таня Синицына
- Елена Борзова — Маша
- Костас Сморигинас — «Чёрный»
- Рышард Котыс — «Лёнт»
- Александра Яковлева — Хельга

## О фильме
Фильм был отмечен медалью Войска Польского.
Польский киновед Мариуш Гузек так отозвался о фильме: «В „Переправе“ Туров показал, что его как режиссёра интересует нечто большее, чем только реконструкция». Он также написал, что фильм нельзя трактовать однозначно».
Для Виктора Турова, пережившего в детстве оккупацию, гибель отца, заключение в концлагере, тема войны связана с судьбой его и его семьи. За его плечами к моменту начала работы над «Переправой» были такие картины, как «Через кладбище», «Я родом из детства», «Война под крышами», «Сыновья уходят в бой». Начиная с фильма «Я родом из детства» в его картинах звучали песни из «военного цикла» Владимира Высоцкого. Песня Высоцкого «Нейтральная полоса» исполняется в начале «Переправы».
Фильм снимался в годы Перестройки, когда уже можно было высказываться на ранее запретные темы, однако он остался, пожалуй, единственным, где поднимались острые вопросы: коллаборационизма (деятельность Калмыцкого корпуса), непростых отношений между Красной армией и советскими партизанами с одной стороны и Армии Крайовой, которой руководило правительство Польши в изгнании, с другой. Автор обзора фильма в «Спутнике кинозрителя», что даже на момент выхода фильма мало кто из советских исследователей обращался в своих работах к событиям марта-июня 1944 года: «Здесь сказалась весьма распространённая болезнь наших историков: если какое-либо событие не укладывается в рамки стереотипов — лучше обойти его молчанием». Как результат, не только молодёжь, но и люди, пережившие войну, не имели понятия о разногласиях между советскими воинами и частью сил польского Сопротивления, многие из них не могли бы сказать, какая была разница между Армией Крайовой и Армией Людовой. В фильме с помощью сложно переплетающихся многочисленных сюжетных линий раскрываются разногласия между теми, кто был верен правительству в изгнании, и армией ПРП, трудность взаимодействия в рядах борцов против оккупантов, вызванная внешней политикой Советского Союза.
Однако, как отмечает критик, создатели картины упустили из виду тот факт, что не все зрители хорошо знакомы с историческим контекстом: «Я отнюдь не призываю к примитивизации, но фильму все же недостает четкости внутреннего драматургического ритма». Возможно, поэтому некоторую часть аудитории фильм оставит безразличной.